# لا پلن، کبک
لا پلن، کبک (به انگلیسی: La Plaine, Quebec) یک منطقهٔ مسکونی در کانادا است که در تربون، کبک واقع شده‌است. لا پلین ۱۵٬۶۷۳ نفر جمعیت دارد.